# Alain Quittet
Alain Quittet (ur. 8 sierpnia 1956) – francuski niepełnosprawny kolarz. Reprezentant klubu ASF Mulhouse. Brązowy medalista paraolimpijski z Pekinu w 2008 roku. Jego trenerem jest Thierry Weissland.

## Medale Igrzysk Paraolimpijskich

### 2008
- – Kolarstwo – trial na czas – HC A